# Andriej Stuczenko
Andriej Trofimowicz Stuczenko (ros. Андре́й Трофи́мович Стуче́нко, ur. 30 października 1904 w Kijowie, zm. 18 listopada 1972 w Moskwie) – radziecki dowódca wojskowy, generał armii.

## Życiorys
Od 1921 w Armii Czerwonej, żołnierz 25 Czapajewskiej Dywizji Strzeleckiej, brał udział w likwidacji antyradzieckich grup na Ukrainie. 1923 ukończył kursy kawalerii, 1926 szkołę kawalerii, a 1939 Akademię Wojskową im. Michaiła Frunzego. Od 1926 w 6 Dywizji Kawalerii - kolejno dowódca plutonu, eskadronu, pomocnik szefa oddziału operacyjnego sztabu dywizji, od 1929 w WKP(b), od 1935 szef sztabu pułku kawaleryjskiego 24 Dywizji Kawalerii, od 1939 szef Oddziału Operacyjnego Sztabu 3 Korpusu Kawalerii, później pomocnik inspektora kawalerii grupy frontowej Dalekiego Wschodu, od października 1940 słuchacz fakultetu operacyjnego Wojskowej Akademii Kadry Dowódczej i Nawigacyjnej Sił Zbrojnych. 
Po ataku Niemiec na ZSRR dowódca pułku kawalerii, dywizji kawalerii i dywizji strzeleckiej, od sierpnia 1944 do końca wojny dowódca 19 Gwardyjskiego Korpusu Piechoty na Froncie Zachodnim, 2 Froncie Nadbałtyckim i Froncie Leningradzkim. Uczestnik bitwy pod Moskwą, operacji rżewsko-wiaziemskiej, operacji spas-demeńskiej, jelińsko-dorogobyczskiej, smoleńskiej, newelskiej i ryskiej. 
Po wojnie dowódca korpusu, pomocnik dowódcy i dowódca armii, od stycznia 1956 dowódca wojsk Północnego Okręgu Wojskowego, od kwietnia 1960 Nadwołżańskiego Okręgu Wojskowego, a od czerwca 1961 Zakaukaskiego Okręgu Wojskowego. 1964 mianowany generałem armii. Od kwietnia 1968 do marca 1969 komendant Akademii Wojskowej im. Michaiła Frunzego, od marca 1969 do śmierci inspektor-doradca Grupy Generalnych Inspektorów Ministerstwa Obrony ZSRR. Deputowany do Rady Najwyższej ZSRR 6 i 7 kadencji. 
Pochowany na Cmentarzu Nowodziewiczym.

## Odznaczenia
- Order Lenina (dwukrotnie)
- Order Czerwonego Sztandaru (czterokrotnie)
- Order Suworowa II klasy
- Order Kutuzowa II klasy
- Order Wojny Ojczyźnianej I klasy
- Medal jubileuszowy „XX lat Robotniczo-Chłopskiej Armii Czerwonej”
- Medal „Za obronę Moskwy”
- Medal „Za zwycięstwo nad Niemcami w Wielkiej Wojnie Ojczyźnianej 1941–1945”